# Katrin Meißner
Katrin Meißner, née le 17 janvier 1973 à Berlin, est une nageuse allemande.

## Biographie
Elle commence sa carrière internationale aux championnats d'Europe 1987, titrée sur le relais 4 × 100 m nage libre et vice-championne sur le 50 m nage libre. Aux Jeux olympiques d'été de 1988 à Séoul, Katrin Meißner alors âgée de quinze ans participe à trois épreuves sous les couleurs de l'Allemagne de l'Est : elle est sacrée championne olympique en relais 4 × 100 mètres nage libre et quatre nages et est médaillée de bronze sur le 50 mètres nage libre. L'année suivante, elle devient championne d'Europe du 50 m nage libre.
Douze ans plus tard, elle représente l'Allemagne réunifiée aux Jeux olympiques d'été de Sydney dans trois épreuves, terminant quatrième aux relais 4 × 100 mètres nage libre et quatre nages, ainsi que onzième du 50 mètres nage libre.
En 2001 à Fukuoka, elle remporte son unique titre de championne du monde, avec ses coéquipières du relais 4 × 100 mètres nage libre, et sa seule médaille individuelle, en argent sur 100 m nage libre.
Ayant échoué à se qualifier pour les Jeux olympiques d'Athènes en 2004, elle décide de prendre sa retraite sportive.

## Palmarès

### Championnats d'Europe
Représentant la République démocratique allemande :
- Championnats d'Europe 1987 à Schiltigheim (France) :
  -  Médaille d'or du relais 4 × 100 m nage libre ;
  -  Médaille d'argent du 50 m nage libre.
- Championnats d'Europe 1989 à Bonn (Allemagne de l'Ouest) :
  -  Médaille d'or du 100 m nage libre ;
  -  Médaille d'or du relais 4 × 100 m nage libre ;
  -  Médaille d'or du relais 4 × 100 m 4 nages ;
  -  Médaille de bronze du 50 m nage libre.

Représentant l'Allemagne :